# جورج ويليام راسل

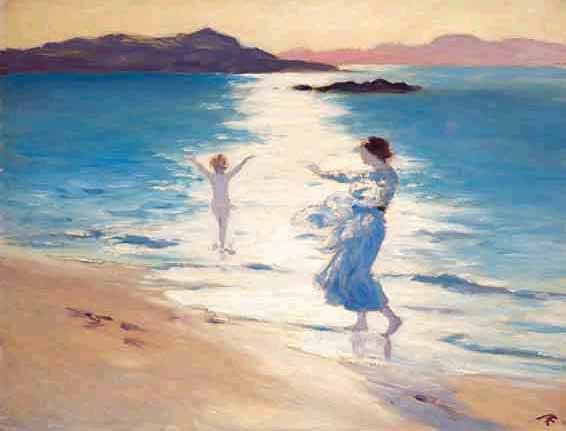
السباحة، أحد رسومات راسل

جورج ويليام راسل (بالإنجليزية: George William Russell)‏ (10 أبريل 1867 - 17 يوليو 1935) كان شاعر ومصور وصحفي وناشر أيرلندي.

## حياته
ولد جورج راسل عام 1867 في أيرلندا الشمالية كآخر طفل من بين ثلاثة أطفال، كان والده توماس راسل يعمل محاسباً، في عام 1878 سافرت عائلته للسكن إلى العاصمة دبلن. عمل معظم سنوات شبابه في الصحافة في دبلن. كان أيضا أحد زعماء حركة إحياء الأدب الأيرلندي. وهي حركة بدأت في أواخر القرن التاسع عشر الميلادي، وشجعت على إنشاء الأعمال الأدبية على أساس الثقافة الأيرلندية المحضة، بوصفها كيانا متميزا عن الثقافة الإنجليزية.

## وصلات خارجية
- جورج ويليام راسل على موقع الموسوعة البريطانية (الإنجليزية)
- جورج ويليام راسل على موقع ميوزك برينز (الإنجليزية)

- جورج ويليام راسل  على قاعدة بيانات الخيال التأملي على الإنترنت